# Baldwin Rocks
Baldwin Rocks är en kulle i Antarktis. Den ligger i Östantarktis. Australien gör anspråk på området. Toppen på Baldwin Rocks är 20 meter över havet.
Terrängen runt Baldwin Rocks är huvudsakligen platt. Trakten är obefolkad. Det finns inga samhällen i närheten.